# Finnmarks fylkeskommun
Finnmark fylkeskommune var tidigare sekundärkommun i Finnmark fylke i Norge. Den ersattes 2020 av Troms og Finnmark fylkeskommune.
Finnmark fylkeskommune hade säte i Vadsø. Administrationsbyggnaden, med arbetsplatser för 170 personer, är byggd 1987 och ritad av Geir Fossland och Ingebjørg Lien. 

## Underställda institutioner

### Hälsa
- Tandkliniker

### Skolor
- Pasvik folkehøgskole i Svanvik
- Nordkapp maritime fagskole og videregående skole i Honningsvåg, tidigare Statens Fiskarfagskole i Honningsvåg
- Alta vidaregående skole
- Hammerfest vidaregående skole
- Kirkenes videregående skole
- Lakselv videregående skole
- Tana videregående skole
- Vadsø videregående skole
- Vardø videregående skole

Samisk videregående skole i Karasjok och Samisk videregående skole og reindriftsskole i Kautokeino drivs av staten, och inte av fylkeskommunen.

### Kultur
- Finnmark fylkesbibliotek, vilket är samlokaliserat med  Vadsø bibliotek i Vadsø
- Scene Finnmark, vilken finansierar och/eller driver kulturevenemang.

I Finnmark fylke var både Finnmarks fylkeskommun och Sametinget sektormyndigheter beträffande kulturminnen och kulturmiljö. Sametinget har ansvar för de kulturminnen för vilka förvaltningen delegerats till Sametinget, medan fylkeskommunen hade ansvar för övriga kulturminnen.